# Sven Schlüsselburg
Sven Schlüsselburg (* 1. Oktober 1981 in Nürtingen) ist ein deutscher Springreiter.

## Privates
Sven Schlüsselburg ist der Sohn der früheren Springreiter Veronika und Manfred Schlüsselburg. Er hat zwei Geschwister und ist mit der Dressurreiterin Romina Schlüsselburg (geborene Seifert) verheiratet.

## Werdegang
Im Jahr 1999 wurde Schlüsselburg aufgrund seiner Erfolge in Springprüfungen der schweren Klasse für den Goldenen Sattel nominiert. Bei dieser Prüfung mit Pferdewechsel für Nachwuchs-Springreiter belegte er hinter Johannes Ehning den zweiten Platz. Im selben Jahr wurde er mit Come on Cavallina Deutscher Meister der Junioren im Springreiten. Zwei Jahre später erhielt er aufgrund seiner Erfolge als Nachwuchsreiter ein Stipendium der Dieter-Hofmann-Stiftung.
Nach eigenen Angaben war Sven Schlüsselburg ab 2002 Teil der Sportfördergruppe an der Sportschule der Bundeswehr in Warendorf. Zudem absolvierte er mehrere Trainingsaufenthalte bei Ludger Beerbaum. Bei den Baden-Württembergischen Meisterschaften 2007 in Schutterwald gewann Schlüsselburg die Bronzemedaille, er ritt hier die Stute Atlantis.
Nachdem Sven Schlüsselburg nach seiner Junioren-/Junge Reiter-Zeit jahrelang überwiegend Pferde auf regionalen sowie kleineren internationalen Turnieren vorstellte, glückten ihm im Jahr 2018 mit dem Schimmelwallach Bud Spencer erste größere internationale Erfolge. Im Großen Preis des CSI 2* Donaueschingen-Immenhöfe belegte er den vierten Platz, einen Monat später wurden Schlüsselburg und Bud Spencer im Großen Preis des CHI Donaueschingen Sechste mit lediglich zwei Zeitstrafpunkten. Bei den Munich Indoors qualifizierte Schlüsselburg sich für die Finaletappe der Riders Tour, die er mit nur einem Hindernisfehler beendete.
Zu Beginn des Jahres 2019 wurde Sven Schlüsselburg erstmals für einen Nationenpreis nominiert. Im Nationenpreis der Vereinigten Arabischen Emirate wurde Schlüsselburg mit Bud Spencer ohne Springfehler zweitbester Reiter der Prüfung. In der Badenia beim Maimarkt-Turnier Mannheim verpassten beide erneut mit Zeitfehler knapp den Einzug in das Stechen. Bei den deutschen Meisterschaften 2019 in Balve wurde Schlüsselburg Fünfter.
Auch bei den Nationenpreis von La Baule und Geesteren war Schlüsselburg am Start. Im ersten Halbjahr 2019 war Deutschland bei fünf CSIO 5*-Nationenpreisen am Start, mit drei Einsätzen war Sven Schlüsselburg hierbei der am häufigsten eingesetzte Reiter. Aufgrund seiner Leistungen erhielt Schlüsselburg zudem einen Startplatz beim deutschen Nationenpreisturnier in Aachen im Juli 2019, wo er im abschließenden Großen Preis lediglich mit Zeitfehlern den achten Platz erreichte. Zudem erhielt er in Aachen den Sonderehrenpreis für den besten Stil beim dortigen CSIO 5*.
Nach dem CHIO Aachen wurde Schlüsselburg in den Perspektivkader aufgenommen. Zudem war er Teil der Longlist für die Europameisterschaften in Rotterdam.
Bedingt durch die COVID-19-Pandemie fanden im Jahr 2020 kaum Reitturniere statt, aber immerhin zum CSI 3* Aachen im September (dem Ersatzturnier für den CHIO Aachen) bekam Schlüsselburg einen Startplatz. Das Jahr 2021 startete mit großen Ambitionen: Sven Schlüsselburg erhielt mit Unterstützung seiner Sponsorin die Möglichkeit, Teil der Teams Cannes Stars der Global Champions League 2021 zu werden.
Doch die Saison 2021 entwickelte sich für Sven Schlüsselburg völlig anders: Erst nachdem er beim ersten Global-Champions-League-Turnier der Saison in Doha angereist war, erfuhr Schlüsselburg davon, dass es bei einer Turnierserie in Valencia, wo er zuvor am Start gewesen war, zu einem großen Ausbruch des Equinen Herpesvirus 1 (EHV-1) gekommen war. Schlüsselburgs Stall war in Folge mit am schwersten vom Ausbruch betroffen: Zwei seiner Turnierpferde starben an der Infektion, alle Fohlen der Zuchtstuten der Familie wurden tot geboren bzw. starben wenige Tage nach der Geburt.
Der Weltpferdesportverband FEI untersagte als Folge des EHV-1-Ausbruchs fast alle europäischen Turniere vom Anfang März bis zum 11. April 2021. Nachdem sein Spitzenpferd Bud Spencer wieder genesen war, gelang Schlüsselburg der Wiedereinstieg in die sportliche Saison langsam ab Ende Mai 2021. Bei der Global-Champions-League-Etappe in Paris kamen die Cannes Starts unter Beteiligung von Sven Schlüsselburg und Bud Spencer auf den dritten Rang.

## Pferde (in Auswahl)
- Bud Spencer (* 2009), Schimmelwallach, Vater: Artiest de Wynckel (nicht gekörter Hengst), Muttervater: Azett; Züchter: Familie Schlüsselburg[30][31][15]